# Samuel Livermore

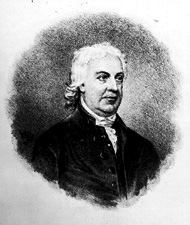
Samuel Livermore

Samuel Livermore, född 14 maj 1732 i Waltham, Massachusetts, död 18 maj 1803 i New Holderness (nuvarande Holderness), New Hampshire, var en amerikansk jurist och politiker (federalist). Han representerade delstaten New Hampshire i båda kamrarna av USA:s kongress, först i representanthuset 1789-1793 och sedan i senaten 1793-1801. Han var tillförordnad talman i senaten, president pro tempore of the United States Senate, 6 maj-4 december 1796 och 2 december-29 december 1799.
Livermore utexaminerades 1752 från College of New Jersey (numera Princeton University). Han studerade sedan juridik och inledde 1756 sin karriär som advokat i Massachusetts. Han flyttade 1758 till New Hampshire. Han var ledamot av kontinentala kongressen 1780-1782 och 1785-1786.
Livermore tjänstgjorde som chefsdomare i New Hampshires högsta domstol 1782-1789. Han var sedan ledamot av representanthuset i den första och i den andra kongressen. Han efterträdde 1793 Paine Wingate som senator för New Hampshire. Senator Livermore avgick 1801 och han efterträddes av Simeon Olcott.
Livermore var far till Edward St. Loe Livermore som var ledamot av USA:s representanthus från Massachusetts 1807-1811 och Arthur Livermore som var ledamot av USA:s representanthus från New Hampshire 1817-1821 samt 1823-1825.